# Svanesund
Svanesund är en tätort på Orust och ligger vid sundet mellan östra sidan av ön och Bohusläns fastland. Över sundet finns vägfärjeförbindelsen Svanesundsleden. Tätorten är Orusts näst största efter Henån och sträcker sig ett par kilometer inåt land från färjeläget.
I Svanesund finns Orusts enda kända skeppshällristning.  
I juli anordnas sedan 2019 Svanesundsfestivalen.

## Historik
Första gången orten nämns i text är 1501, i ett brev från Kung Hans där har skriver att han skall skicka skepp för att hämta timmer. År 1594 åkte biskopen Jens Nilssøn på resa i Bohuslän och stannade vid värdshuset i Svanesund. 1645 nämns Anders färjman i skrift. Han är den förste kände färjemannen som bor på Orustsidan. 1686 byggdes tingshus för Orusts och Tjörns tingslag och ett gästgiveri. Tingshuset brann ner 1911 varefter tingsplatsen flyttades till Varekil.
Under 1755 ersattes det gamla tingshuset med ett nytt som har tingssal på den nedre våningen och ämbetsrum på den övre.
I början av 1800-talet byggdes det brännvinsbränneri, salteri och en väderkvarn, dessutom byggdes 1809 ett nytt gästgiveri. På 1860-talet tillkom ett spannmålsmagasin och ett större tvåvåningshus med post, affär och bostäder.
År 1910 blev färjan över sundet motoriserad. Den nya färjan var bred och fyrkantig och kallas "Bröbacken".
1911 brann tingshuset, gästgiveriet och affären ned till grunden.
1926 var de nya färjelägena klara och en busslinje mellan Stenungsund och Ellös startade.
1985 invigdes det nuvarande färjeläget. För att få plats revs då spannmålsmagasinet från 1860-talet.

### Befolkningsutveckling
| Befolkningsutvecklingen i Svanesund 1965–2020                 | Befolkningsutvecklingen i Svanesund 1965–2020 | Befolkningsutvecklingen i Svanesund 1965–2020 | Befolkningsutvecklingen i Svanesund 1965–2020 | Befolkningsutvecklingen i Svanesund 1965–2020 |
| ------------------------------------------------------------- | --------------------------------------------- | --------------------------------------------- | --------------------------------------------- | --------------------------------------------- |
|                                                               |                                               |                                               |                                               |                                               |
| År                                                            |                                               |                                               | Folkmängd                                     | Areal (ha)                                    |
| 1965                                                          | 1965                                          |                                               | 331                                           |                                               |
| 1970                                                          | 1970                                          |                                               | 481                                           |                                               |
| 1975                                                          | 1975                                          |                                               | 722                                           |                                               |
| 1980                                                          | 1980                                          |                                               | 842                                           |                                               |
| 1990                                                          | 1990                                          |                                               | 1 161                                         | 118                                           |
| 1995                                                          | 1995                                          |                                               | 1 285                                         | 123                                           |
| 2000                                                          | 2000                                          |                                               | 1 241                                         | 125                                           |
| 2005                                                          | 2005                                          |                                               | 1 334                                         | 145                                           |
| 2010                                                          | 2010                                          |                                               | 1 518                                         | 154                                           |
| 2015                                                          | 2015                                          |                                               | 1 946                                         | 361                                           |
| 2020                                                          | 2020                                          |                                               | 2 021                                         | 353                                           |
| Anm.: Ny tätort 1965. Sammanvuxen 2015 med Hals och Hjälperöd |                                               |                                               |                                               |                                               |

## Samhället
Under de senaste decennierna har Svanesund vuxit genom omfattande bebyggelse längs kustremsan. I Svanesund ligger Ängås skola som är en grundskola för år F–9. Det finns även ett mindre industriområde.

## Bildgalleri

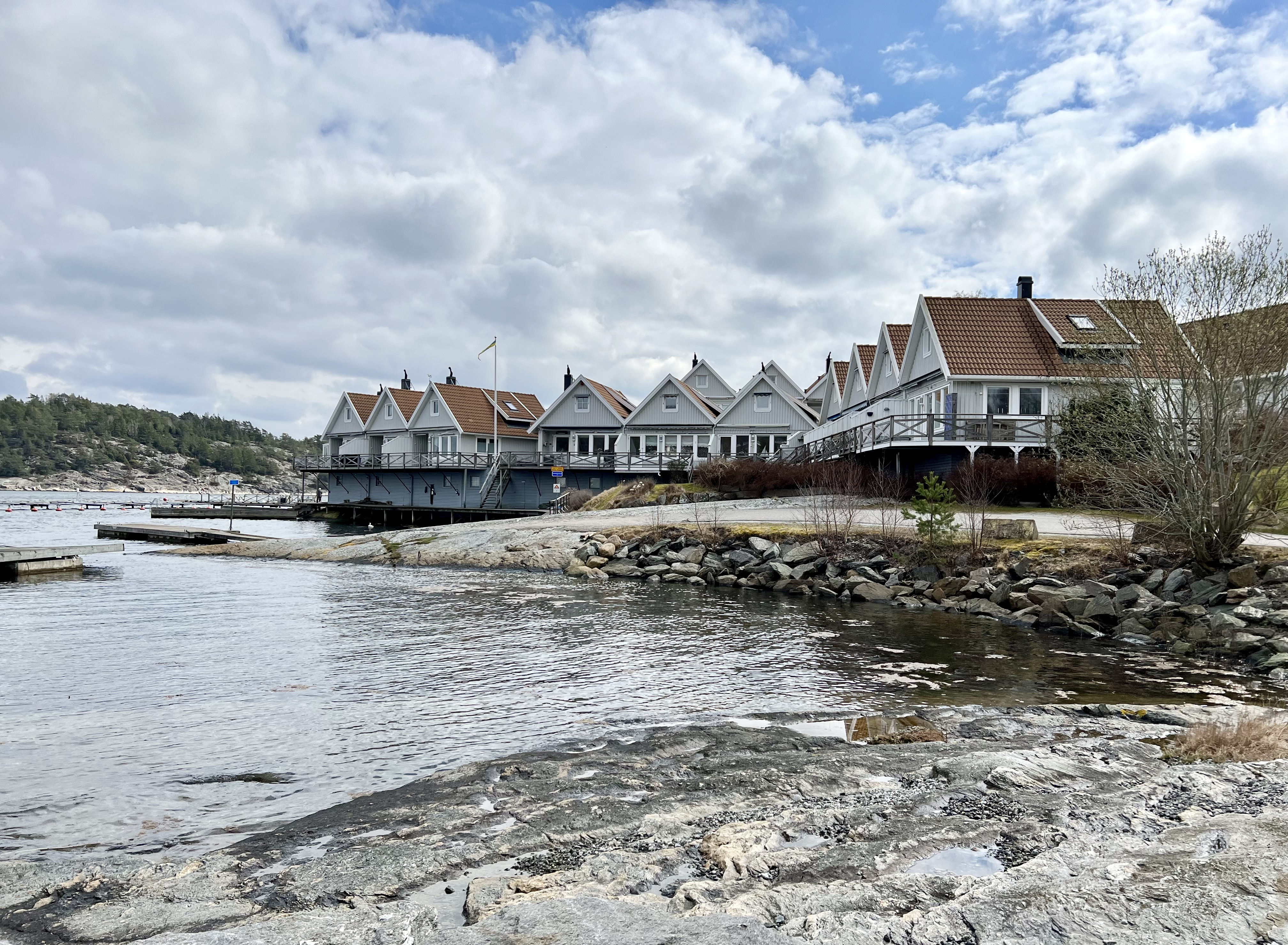
Bebyggelse nära Svanesunds färjeterminal
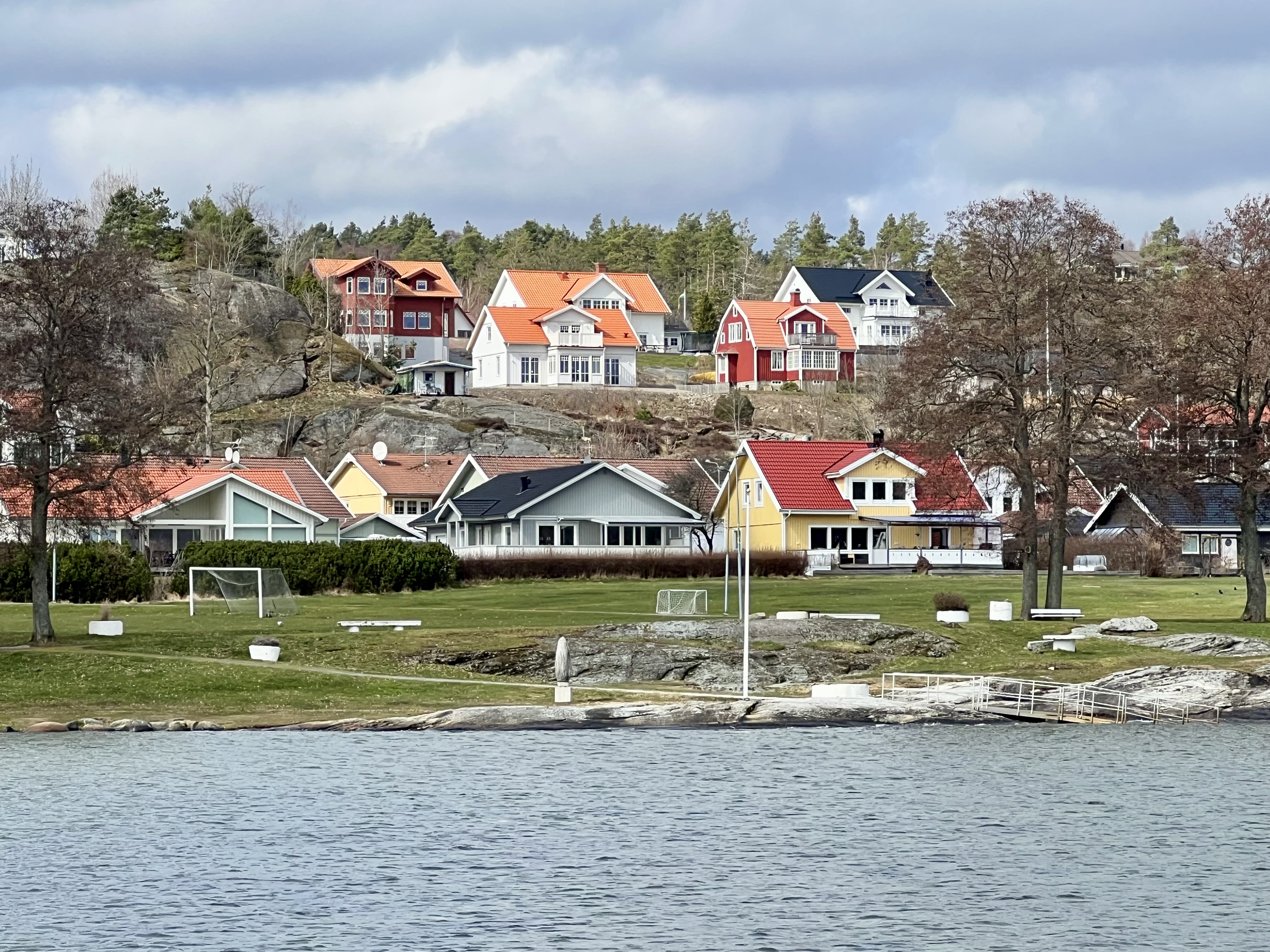
Bebyggelse nära Svanesunds färjeterminal
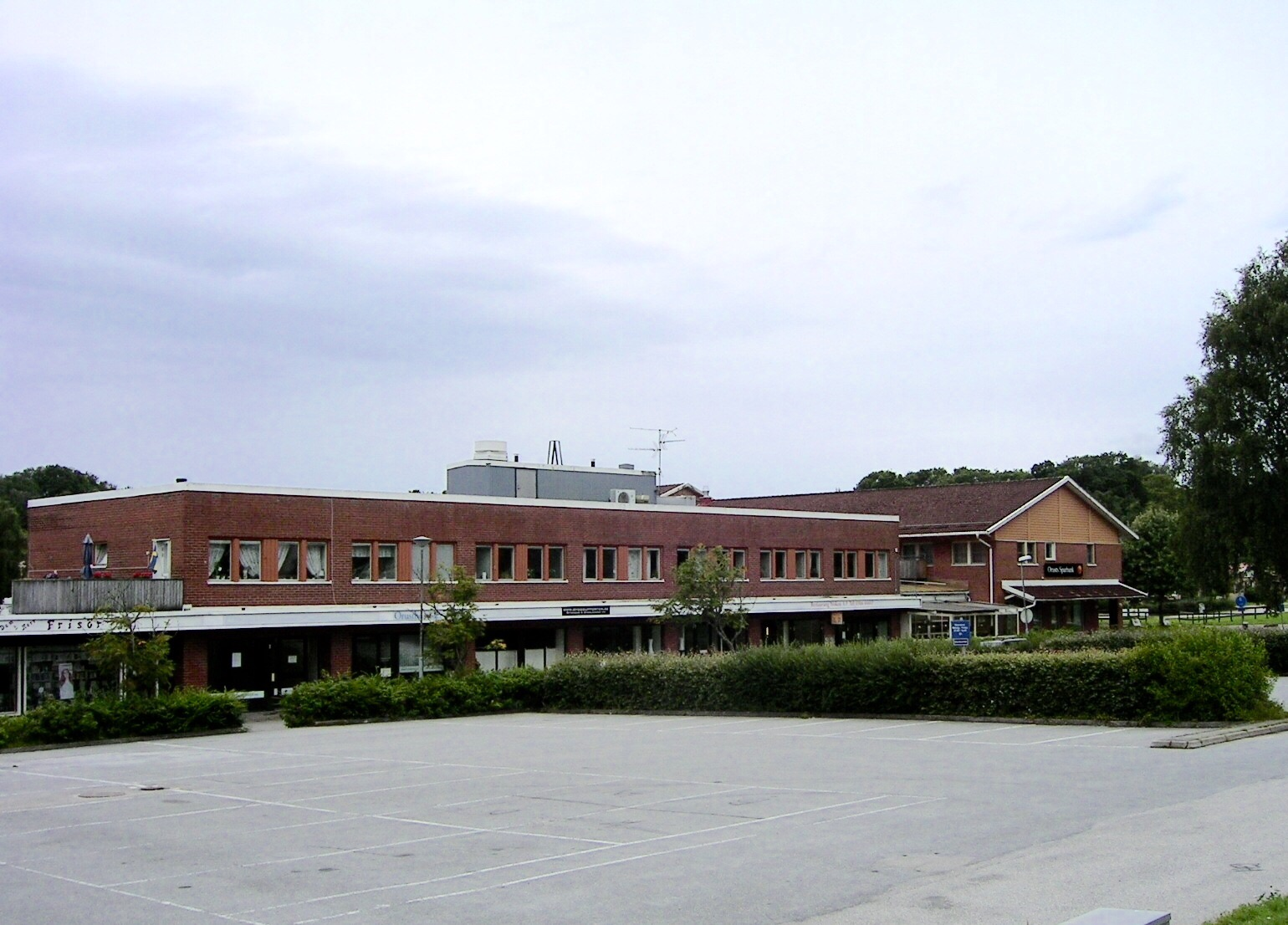
Svanesunds centrum, 2012